# L'Aura
Pour les articles homonymes, voir L'Aura (œuvre d'art), Aura et Abela.
L'Aura est le pseudonyme de la chanteuse italienne Laura Abela (Brescia, 13 août 1984), également parolière, compositrice, pianiste et violoniste. Elle chante en italien et en anglais. Elle est d'origine maltaise.
Elle a vécu deux ans à San Francisco et a sorti son premiere album Okumuki en 2005, avec le single « Radio Star », l'album a été certifié disque d'or en Italie. En 2006 elle a participé au Festival de Sanremo avec sa chanson intitulée « Irragiungiblie », qui a été un succès en Italie. En 2007 L'Aura a sorti son deuxième album  Demian (comme le célèbre livre de Hermann Hesse). En 2008 elle a participé pour la deuxième fois au « Festival de Sanremo » avec sa nouvelle chanson Basta!, une chanson contre la violence. En 2008 elle a sorti la première compilation de ses succès  L'Aura.

## Discographie

### Albums
| Année | Album                   | ITA chart | Ventes |
| ----- | ----------------------- | --------- | ------ |
| 2005  | Okumuki                 |           |        |
| 2006  | Okumuki (re-release)    | 23        | 50,000 |
| 2007  | Demian                  | 31        |        |
| 2008  | L'Aura                  | 38        |        |
| 2011  | Sei come me             |           |        |
| 2017  | Il contrario dell'amore |           |        |

### Singles
| Année | Titre              | Classements | Classements | Album   |
| Année | Titre              | ITA         | EUR         | Album   |
| ----- | ------------------ | ----------- | ----------- | ------- |
| 2005  | "Radio Star"       | 34          | -           | Okumuki |
| 2005  | "Today"            | 21          | 82          | Okumuki |
| 2005  | "Una Favola"       | 33          | -           | Okumuki |
| 2006  | "Irraggiungibile"  | 17          | 81          | Okumuki |
| 2006  | "Domani"           | -           | -           | Okumuki |
| 2007  | "Non è una Favola" | 21          | -           | Demian  |
| 2007  | "E' per te"        | -           | -           | Demian  |
| 2008  | "Basta!"           | 17          | 178         | L'Aura  |